# 永澤菜教
永澤 菜教（ながさわ なお、1971年5月12日 - ）は、日本の女性声優。大阪府豊中市出身。兵庫県尼崎市育ち。センテナリア所属。
元夫は同じく声優の置鮎龍太郎。本名は河合 直美（かわい なおみ）（旧姓は長澤）。旧芸名は長沢 直美。娘も同じく声優の長澤水萌

## 略歴
青二塾11期卒業。かつては青二プロダクション、賢プロダクション、ケッケコーポレーションに所属していた。

## 人物
趣味・特技は読書、イラスト、編み物、映画鑑賞、長風呂。

## 出演
太字はメインキャラクター。

### テレビアニメ
1991年
- ウルトラマンキッズ 母をたずねて3000万光年（1991年 - 1992年、ルーキー、子供たち、怪鳥たち、街の人々）
- きんぎょ注意報!（男の子）
- キン肉マン キン肉星王位争奪編（1991年 - 1992年、ナチグロン）
- ゲッターロボ號（少年B）
- ドラゴンクエスト ダイの大冒険（第1作）（女性）
- まじかる☆タルるートくん（女の子）

1992年
- キテレツ大百科（男の子A）
- ノンタンといっしょ（ぶたくん）
- 美少女戦士セーラームーン（子供）

1993年
- 楽しいウイロータウン（グラリー）
- ドラゴンボールZ 絶望への反抗!!残された超戦士・悟飯とトランクス（女）
- 忍たま乱太郎（1993年 - 2025年、秀才丸、ふぶ鬼、忍たま、参加者、四年生 他）
- 熱血最強ゴウザウラー（トオル）
- 勇者特急マイトガイン（ヒロシ）

1994年
- それいけ!アンパンマン（1994年 - 2023年、チビマリン〈初代〉、コカブ、ふとまきくん、えのきだけよ〈初代〉、キャロットぼうや〈2代目〉）
- 勇者警察ジェイデッカー（子供）

1995年
- 黄金勇者ゴルドラン（ドラ太郎）
- ドラゴンボールZ（弟回虫）

1996年
- バケツでごはん（ギンペー）
- 名探偵コナン（1996年 - 2011年、礼子、メイド、友人、婦警）
- 勇者指令ダグオン（1996年 - 1997年、戸部学〈ガク〉）
- わんころべえ（1996年 - 1997年、わんころべえ）

1997年
- クレヨンしんちゃん（1997年 - 2019年、けんた、チビ悪魔、尾崎、川下理船子、ひとし〈4代目〉）
- 忍ペンまん丸（モン郎）
- こどものおもちゃ（高石祐太）

1998年
- 金田一少年の事件簿（1998年 - 1999年、花村麻美、市川魔子、小峰円）
- 鉄コミュニケイション（アリス）
- どっきりドクター（大食菌、タイ、太田）
- プリンセスナイン 如月女子高野球部（吉本ヒカル）
- ヨシモトムチッ子物語（シャクトリムシブラザーズエンドウ）

1999年
- イソップワールド（トミー）
- おジャ魔女どれみ（1999年 - 2003年、マジョリカ、ネコ、女の子、たかのぶ、浅見君 他） - 4シリーズ
- GREGORY HORROR SHOW（ネコゾンビ）
- 週刊ストーリーランド（1999年 - 2000年、男の子B、少年時代のあきす、山村慎吾、小学生、九官鳥 他）
- ねこぢる劇場（にゃっ太）
- 仙界伝 封神演義（辛）
- 無限のリヴァイアス（クリフ・ケイ、アインス・クロフォード）

2000年
- ドラえもん（テレビ朝日版第1期）（コウモリキャップ）

2001年
- 格闘料理伝説ビストロレシピ（オムレッサー、シュン・チャーン）
- Cosmic Baton Girl コメットさん☆（ムーク）
- スクライド（ナサローク）
- パラッパラッパー（幽霊）
- よばれてとびでて!アクビちゃん（手久野博士、中学生）
- AIBOアニメーション ピロッポ（ペンプさん、ピンスー）

2003年
- 高橋留美子劇場（ピットくん〈ペンギン〉）
- 探偵学園Q（絵部鏡子）
- ちびまる子ちゃん（2003年 - 、ブー太郎〈2代目〉）
- 爆転シュート ベイブレードGレボリューション（皇大地）
- プラネテス（シャボウ）

2004年
- RAGNAROK THE ANIMATION（バフォメットJr.）

2005年
- アニマル横町（ケンタ）
- ケロロ軍曹（大関）
- MAJOR 1st season（紺野）

2006年
- あたしンち（2006年 - 2008年、閑古鳥、アシスタントA）
- MÄR-メルヘヴン-（ピノキオン）

2007年
- 地獄少女 二籠（剣持沼子）
- 人造昆虫カブトボーグ V×V（畠山の母）
- BACCANO! -バッカーノ!-（サマサ）
- ぷるるんっ!しずくちゃん（2007年 - 2008年、ユーレイ君） - 2シリーズ

2008年
- ポルフィの長い旅（ドーラ）

2009年
- ジャングル大帝 -勇気が未来をかえる-（イワザ）
- テガミバチ（2009年 - 2010年、ステーキ） - 2シリーズ

2010年
- ダンス イン ザ ヴァンパイアバンド（姥山弘恵）

2011年
- ドラえもん（テレビ朝日版第2期）（チャン）

2013年
- サムライフラメンコ（オバちゃん）

2014年
- ヒーローバンク（ヨーデル部員）
- しまじろうのわお!（兵藤たまさぶろう）

2015年
- うしおととら（イズナ）
- 新あたしンち（アシスタント）

2017年
- デジモンユニバース アプリモンスターズ（コピペモン）

2018年
- 爆釣バーハンター（フグ姐さん）

2019年
- からくりサーカス（グリュポン）

### 劇場アニメ
1998年
- ドラえもん のび太の南海大冒険（コンピューター音声）

2000年
- 映画 おジャ魔女どれみ♯（マジョリカ）

2001年
- 映画 も〜っと!おジャ魔女どれみ カエル石のひみつ（魔女ガエル）

2002年
- 爆転シュート ベイブレード THE MOVIE 激闘!!タカオVS大地（皇大地）

2011年
- スクライド オルタレイション TAO（正樹）

2013年
- 聖☆おにいさん（良太）

2015年
- シンドバッド 空とぶ姫と秘密の島（アリ）
- ちびまる子ちゃん イタリアから来た少年（ブー太郎）

2016年
- クレヨンしんちゃん 爆睡!ユメミーワールド大突撃（ひとし）

2020年
- 魔女見習いをさがして（マジョリカ）

2023年
- しん次元! クレヨンしんちゃん THE MOVIE 超能力大決戦 〜とべとべ手巻き寿司〜（ひとし）

### OVA
1991年
- 3×3 EYES（女性）

1994年
- KIZUNA -絆-（ナオの佳）
- KIZUNA 2（佳〈少年時代〉）
- テンテンのおともだち（カンタロー）

1997年
- 勇者指令ダグオン 水晶の瞳の少年（戸部学）

1999年
- 機動戦士ガンダム 第08MS小隊 ラスト・リゾート（少年B）
- とっとこハム太郎 アニメでちゅ!（ハム太郎）

2004年
- おジャ魔女どれみナ・イ・ショ（マジョリカ）

2008年
- テガミバチ〜光と青の幻想夜話〜（ステーキ）

2011年
- サル太郎はとびださない!歩行自転車のこうつうルール（サル太郎）

2012年
- 聖☆おにいさん（良太）

### ゲーム
1997年
- 忍ペンまん丸（モン郎）

1998年
- AZEL -パンツァードラグーン RPG-（ベゼル）

2000年
- キッズステーション おジャ魔女どれみ♯ MAHO堂ダンスカーニバル!（マジョリカ）
- ブレイブサーガ2（戸部学）

2001年
- 仙界通録正史 〜TVアニメーション仙界伝封神演義より〜（武吉）

2002年
- おジャ魔女どれみドッカ〜ン!にじいろパラダイス（マジョリカ）

2003年
- GREGORY HORROR SHOW SOUL COLLECTOR（ネコゾンビ、ナレーション）

2005年
- アニマル横町 どき☆どき救出大作戦! の巻（ケンタ）
- ぼくらのかぞく（今野みちる）

2006年
- アニマル横町 どき☆どき進級試験! の巻（ケンタ）

2007年
- GALAXY ANGEL II 無限回廊の鍵（キャラウェイ）

2009年
- ちびまる子ちゃんDS まるちゃんのまち（ブーたろう）

2011年
- モンスターハンター3G（カヤンバ）

2016年
- テイルズ オブ ベルセリア（ビエンフー）

2023年
- ホグワーツ・レガシー
- グランブルーファンタジー（ヌシ）

### ドラマCD
- アニマル横町 関連（ケンタ）
  - アニマル横町バラエティアルバム1 どき☆どきバスツアーの巻
  - アニマル横町バラエティアルバム2 どき☆どき無人島の巻
  - アニマル横町バラエティアルバム3 どき☆どきDJの巻
  - アニマル横町バラエティアルバム4 どき☆どき45分間世界一周の巻
- おジャ魔女どれみシリーズ（マジョリカ）
  - おジャ魔女CDくらぶ その3 おジャ魔女ハッピッピドラマシアター
  - おジャ魔女どれみ♯ MAHO堂CDコレクションその2 すくりーんテーマ&しーくれっと すと〜り〜
  - おジャ魔女ドッカ〜ン!CDくらぶ その7 おジャ魔女ドッカ〜ン!ドラマシアター
  - 他
- 最終神話戦争イデアオペラ オリジナルドラマCD 第2章 彷徨う冥界の扉（ネレウス）
- プリンセスナイン 如月女子高野球部 CDドラマ 燃える対決!裸のナインたち（吉本ヒカル[22]）
- MIND ASSASSIN（虎弥太）

### 吹き替え

#### 映画
- キョンシー vs くノ一（マ・シウリン〈ユン・キンタン〉）
- スクール・オブ・ロック（アリシア〈アリーシャ・アレン〉）
- 陽だまりのイレブン ※DVD版
- プリティ・プリンセスシリーズ（リリー･モスコーヴィッツ〈ヘザー・マタラッツォ〉）

#### ドラマ
- フルハウス（デビー・ドナルドソン、ダーラ・ドナルドソン）
- ブロッサム（シックス〈ジェンナ・フォン・オイ〉）
- マルコム in the Middle（リース）

#### アニメ
- アイス・エイジシリーズ（クラッシュ）
  - アイス・エイジ3/ティラノのおとしもの
  - アイス・エイジ4/パイレーツ大冒険
  - アイス・エイジ5/止めろ! 惑星大衝突
  - アイス・エイジ バックの大冒険
- イウォーク物語（ウィケット）※DVD版
- インベーダシンプソンズー・ジム（ジム）
  - インベーダー・ジム: フローパス計画
- イン・ヤン・ヨー!（ヤン）
- クワック・パック（ヒューイ）
- ザ・シンプソンズ（チャック、イーサン、ルイス・クラーク〈初代〉、フレディ、リチャード、ロニー 他）
- ラマだった王様 学校へ行こう!（ラララ姫）

#### 人形劇
- きかんしゃトーマス（メイビス）※フジテレビ版

### 特撮
- J-BOT ケロ太（2023年、ケロ太の声[23]）

### CD
- アニマル横町 関連
  - 飛んでもNothing〜どき☆どき アニマル横町のうたの巻〜（「あみ with イヨ・ケンタ・イッサ」メンバーとして）
  - 「アニマル横町バラエティアルバム2 どき☆どき無人島の巻」
    - つかみはOK?（「ケンタ＆イッサ(featuringあみ)」メンバーとして）
    - みんなでアニ横音頭（「イヨ・ケンタ・イッサ」メンバーとして）

  - 「アニマル横町バラエティアルバム3 どき☆どきDJの巻」
    - 漢ナミダの乾電池（ケンタ名義）

  - 「アニマル横町 どき☆どきボーカルベストの巻」
    - 飛んでもNothing〜どき☆どき アニマル横町のうたの巻Remix〜（「あみ with イヨ・ケンタ・イッサ」メンバーとして）
- おジャ魔女BAN2 CDくらぶその2 も〜っと!おジャ魔女すい〜とソングコレクション!!
  - マジョリカ・ブラボー!（マジョリカ名義）

### 舞台
- 朗読劇「ドッカンぐらぐら」（2011年1月26日、中野ザ・ポケット）
- 怪傑パンダース旗揚げ公演「パーフェクト・ヒーロー」（2011年2月16日-20日、笹塚ファクトリー）
- カプセル兵団「月光条例〜月光編〜」原作：藤田和日郎（2014年11月13日 - 24日、笹塚ファクトリー）
- カプセル兵団「GHOST SEED－ゴーストシード－」（2015年2月26日-3月1日、シアターグリーン BIG TREE THEATER）
- カプセル兵団「月光条例〜カグヤ編〜」原作：藤田和日郎（2015年9月27日-10月4日、笹塚ファクトリー）
- 舞台「ひたすらあわれ〜トミオとジュリとサブとグレ〜」（2017年1月11日-1月15日、中野ザ・ポケット）
- WITH YOU「桃太郎 〜芥川龍之介ver.〜」（2024年6月12日 - 16日、六行会ホール）[24]

### その他コンテンツ
- 吸血姫美夕（ラジオドラマ）
- ぱちんこキン肉マン（ナチグロン）
- フルーツサンデー（ジャムの声）

### 初出話一覧
1. ↑  33シリーズ 第13話初出
2. ↑  1シリーズ 第22話初出